# FIFA-Konföderationen-Pokal 2017/Mexiko
Dieser Artikel behandelt die mexikanische Fußballnationalmannschaft beim FIFA-Konföderationen-Pokal 2017. Mexiko konnte 1999 als erster Gastgeber das Heimturnier gewinnen und hatte damit als einziger 2017er-Teilnehmer den Pokal schon einmal gewonnen. Die Mexikaner nahmen zum siebten Mal am Konföderationenpokal teil und stellten damit den Rekord der diesmal nicht qualifizierten Brasilianer ein. Mexiko qualifizierte sich durch den Gewinn des CONCACAF Gold Cup 2015 und den Sieg in einem Entscheidungsspiel gegen die USA, die den CONCACAF Gold Cup 2013 gewonnen hatte. Mexiko wurde wie 2005 nach Verlängerung Vierter.

## Kader
Mit „*“ markierte Spieler nahmen auch 2013 am Confed-Cup teil, Rafael Márquez sogar schon 1999 und 2005. Er ist der einzige Turnierteilnehmer, der bereits 1999 teilnahm und neben dem Australier Tim Cahill der einzige Turnierteilnehmer, der bereits 2005 am Turnier in Deutschland teilnahm. Er ist auch neben dem Portugiesen Cristiano Ronaldo der Spieler mit den meisten Länderspieleinsätzen von den Turnierteilnehmern. Márquez ist mit 38 Jahren und 4 Monaten auch der älteste Turnierteilnehmer.
Am 10. Juni wurde Jesús Corona durch Jürgen Damm ersetzt.
| Nr.               | Name                | Verein                | Länderspiel- einsätze | Länderspiel- tore | Geburtstag    | Debüt    | Letzter Einsatz | Spiele   | Tore     |          |          |          |          |          |
| Torhüter          | Torhüter            | Torhüter              | Torhüter              | Torhüter          | Torhüter      | Torhüter | Torhüter        | Torhüter | Torhüter | Torhüter | Torhüter | Torhüter | Torhüter | Torhüter |
| ----------------- | ------------------- | --------------------- | --------------------- | ----------------- | ------------- | -------- | --------------- | -------- | -------- | -------- | -------- | -------- | -------- | -------- |
| 1                 | Rodolfo Cota        | Deportivo Guadalajara | 1                     | 0                 | 3. Aug. 1987  | 2017     | 02.06.2017      |          |          |          |          |          |          |          |
| 12                | Alfredo Talavera*   | Deportivo Toluca      | 30                    | 0                 | 18. Sep. 1982 | 2011     | 29.03.2017      | 1        |          |          |          |          |          |          |
| 13                | Guillermo Ochoa*    | FC Granada            | 82                    | 0                 | 13. Juli 1985 | 2005     | 12.06.2017      | 4        |          |          |          |          |          |          |
| Abwehrspieler     |                     |                       |                       |                   |               |          |                 |          |          |          |          |          |          |          |
| 2                 | Néstor Araujo       | Santos Laguna         | 15                    | 2                 | 29. Aug. 1991 | 2011     | 29.03.2017      | 5        | 1        |          |          |          |          |          |
| 3                 | Carlos Salcedo      | AC Florenz            | 11                    | 0                 | 29. Sep. 1993 | 2015     | 12.06.2017      | 2        |          |          |          |          |          |          |
| 4                 | Rafael Márquez      | CF Atlas              | 139                   | 17                | 13. Feb. 1979 | 1997     | 02.06.2017      | 3        |          | 1        |          |          |          |          |
| 5                 | Diego Reyes         | Espanyol Barcelona    | 45                    | 1                 | 19. Sep. 1992 | 2011     | 12.06.2017      | 3        |          |          |          |          |          |          |
| 15                | Héctor Moreno*      | PSV Eindhoven         | 80                    | 2                 | 17. Jan. 1988 | 2007     | 12.06.2017      | 5        | 1        | 1        |          |          |          |          |
| 21                | Luis Ricardo Reyes  | CF Atlas              | 4                     | 0                 | 3. Apr. 1991  | 2017     | 09.06.2017      | 2        |          |          |          |          |          |          |
| Mittelfeldspieler |                     |                       |                       |                   |               |          |                 |          |          |          |          |          |          |          |
| 6                 | Jonathan dos Santos | FC Villarreal         | 25                    | 0                 | 26. Apr. 1990 | 2009     | 12.06.2017      | 4        |          |          |          |          |          |          |
| 7                 | Miguel Layún        | FC Porto              | 51                    | 4                 | 25. Juni 1988 | 2013     | 02.06.2017      | 4        |          |          |          |          |          |          |
| 10                | Giovani dos Santos* | LA Galaxy             | 96                    | 18                | 11. Mai 1989  | 2007     | 09.06.2017      | 3        |          |          |          |          |          |          |
| 11                | Carlos Vela         | Real Sociedad         | 55                    | 17                | 1. März 1989  | 2007     | 12.06.2017      | 3        |          |          |          |          |          |          |
| 16                | Héctor Herrera*     | FC Porto              | 54                    | 4                 | 19. Apr. 1990 | 2013     | 12.06.2017      | 5        |          | 1        |          |          |          |          |
| 17                | Jürgen Damm         | UANL Tigres           | 6                     | 1                 | 7. Nov. 1992  | 2015     | 24.03.2017      | 1        |          |          |          |          |          |          |
| 18                | Andrés Guardado*    | PSV Eindhoven         | 136                   | 24                | 28. Sep. 1986 | 2005     | 28.05.2017      | 3        |          | 2        |          |          |          |          |
| 20                | Javier Aquino*      | Tigres UANL           | 43                    | 0                 | 11. Feb. 1990 | 2011     | 12.06.2017      | 3        |          |          |          |          |          |          |
| 23                | Oswaldo Alanís      | Deportivo Guadalajara | 16                    | 2                 | 18. März 1989 | 2011     | 12.06.2017      | 3        |          | 1        |          |          |          |          |
| Stürmer           |                     |                       |                       |                   |               |          |                 |          |          |          |          |          |          |          |
| 8                 | Marco Fabián        | Eintracht Frankfurt   | 32                    | 7                 | 21. Juli 1989 | 2011     | 12.06.2017      | 3        | 1        |          |          |          |          |          |
| 9                 | Raúl Jiménez*       | FC Porto              | 52                    | 12                | 5. Mai 1991   | 2013     | 09.06.2017      | 4        | 1        | 2        | 1        |          |          |          |
| 14                | Chicharito*         | Bayer 04 Leverkusen   | 92                    | 47                | 1. Juni 1988  | 2009     | 12.06.2017      | 4        | 1        |          |          |          |          |          |
| 19                | Oribe Peralta       | Club América          | 55                    | 23                | 12. Jan. 1984 | 2005     | 09.06.2017      | 3        | 1        |          |          |          |          |          |
| 22                | Hirving Lozano      | CF Pachuca            | 16                    | 2                 | 30. Juli 1995 | 2016     | 12.06.2017      | 3        | 1        |          |          |          |          |          |
| Trainerstab       |                     |                       |                       |                   |               |          |                 |          |          |          |          |          |          |          |
|                   | Juan Carlos Osorio  | Trainer               | 0                     | 0                 | 8. Juni 1961  | 2015     |                 |          |          |          |          |          |          |          |

Quelle: de.soccerway.com (Einsätze und Tore Stand: 12. Juni 2017, nach dem letzten Spiel vor dem Turnier)
1. ↑  Nummern gemäß FIFA-Kaderliste (PDF)  (Seite nicht mehr abrufbar, festgestellt im April 2018. Suche in Webarchiven)  Info: Der Link wurde automatisch als defekt markiert. Bitte prüfe den Link gemäß Anleitung und entferne dann diesen Hinweis.

## Vorbereitung
Zur Vorbereitung spielten die Mexikaner am 28. Mai in Los Angeles gegen Kroatien und verloren mit 1:2. Dabei setzten die Kroaten neun Neulinge und keinen Spieler mit mehr als zehn Länderspielen ein. Am 3. Juni gewannen sie in East Rutherford gegen Irland mit 3:1. Zudem hatten sie am 9. Juni ein WM-Qualifikationsspiel gegen Honduras, das sie im Aztekenstadion mit 3:0 gewannen. Kurz vor dem Turnier stand noch das WM-Qualifikationsspiel am 12. Juni gegen die USA an, das ebenfalls im Aztekenstadion stattfand und 1:1 endete.

## Gruppenphase
Mexiko traf in Gruppe A auf Gastgeber Russland, Europameister Portugal und Ozeanienmeister Neuseeland. Gegen Russland gab es zuvor in zwei Spielen zwei Niederlagen. Gegen Portugal gab zuvor es in drei Spielen zwei Niederlagen und ein Remis. Gegen die Neuseeländer gab es zuvor in sechs Spielen fünf Siege und nur eine Niederlage im ersten Spiel 1980. Die Mexikaner konnten sich mit einem Remis gegen Portugal sowie Siegen gegen Russland und Neuseeland als Gruppenzweiter für das Halbfinale qualifizieren, wo sie auf Weltmeister Deutschland treffen, gegen das es bisher zehn Spiele gab, wovon eins gewonnen wurde, fünf remis endeten – davon eins im Elfmeterschießen verloren wurde – und vier normal verloren wurden. Zuletzt trafen beide im Spiel um Platz 3 des Confed-Cups 2005 aufeinander, das Mexiko mit 3:4 nach Verlängerung verlor.
| Pl. | Land       | Sp. | S | U | N | Tore    | Diff. | Punkte |
| --- | ---------- | --- | - | - | - | ------- | ----- | ------ |
| 1.  | Portugal   | 3   | 2 | 1 | 0 | 007:200 | +5    | 07     |
| 2.  | Mexiko     | 3   | 2 | 1 | 0 | 006:400 | +2    | 07     |
| 3.  | Russland   | 3   | 1 | 0 | 2 | 003:300 | ±0    | 03     |
| 4.  | Neuseeland | 3   | 0 | 0 | 3 | 001:800 | −7    | 0      |

| So., 18. Juni 2017, 18:00 Uhr (17:00 Uhr MESZ) in Kasan  |   |            |           |
| Portugal                                                 | – | Mexiko     | 2:2 (1:1) |
| Mi, 21. Juni 2017, 21:00 Uhr (20:00 Uhr MESZ) in Sotschi |   |            |           |
| Mexiko                                                   | – | Neuseeland | 2:1 (0:1) |
| Sa., 24. Juni 2017, 18:00 Uhr (17:00 Uhr MESZ) in Kasan  |   |            |           |
| Mexiko                                                   | – | Russland   | 2:1 (1:1) |

## Finalrunde

### Halbfinale
| Do., 29. Juni 2017, 21:00 Uhr (20:00 Uhr MESZ) in Sotschi |   |        |           |
| Deutschland                                               | – | Mexiko | 4:1 (2:0) |

Das Tor von Marco Fabián zum zwischenzeitlichen 1:3 wurde nach dem Turnier zum Tor des Turniers gewählt.

### Spiel um Platz 3
| So., 2. Juli 2017, 15:00 Uhr (14:00 Uhr MESZ) in Moskau |   |        |                      |
| Portugal                                                | – | Mexiko | 2:1 n. V. (1:1, 0:0) |

Mexikos Trainer Juan Carlos Osorio wurde am 7. Juli 2017 von der FIFA aufgrund ehrverletzender Worte und aggressivem Verhalten gegenüber den Spieloffiziellen im Spiel um Platz 3 für sechs Pflichtspiele gesperrt, die er beim CONCACAF-Gold-Cup 2017 und einem Qualifikationsspiel zur WM 2018 verbüßen musste.